# Îles Cook aux Jeux olympiques d'été de 1992
Les Îles Cook participent aux Jeux olympiques d'été de 1992 à Barcelone en Espagne du 25 juillet au 9 août. Il s'agit de leur deuxième participation aux Jeux d'été.

## Athlétisme
| Épreuve    | Athlète      | Séries   | Séries       | Quarts de finale | Quarts de finale | Demi-finales | Demi-finales | Finale   | Finale |
| Épreuve    | Athlète      | Résultat | Rang         | Résultat         | Rang             | Résultat     | Rang         | Résultat | Rang   |
| ---------- | ------------ | -------- | ------------ | ---------------- | ---------------- | ------------ | ------------ | -------- | ------ |
| 100 mètres | Mark Sherwin | 11.53    | 8e (éliminé) | -                | -                | -            | -            | -        | -      |

## Haltérophilie
- Sam Nunuku Pera